# Musaid bin Abdul Rahman Al Saud
Prinz Musaid bin Abdul Rahman bin Faisal Al Saud (arabisch مساعد بن عبد الرحمن بن فيصل آل سعود, DMG Musāʿid b. ʿAbd ar-Raḥmān b. Fayṣal Āl Saʿūd; * ungefähr 1922 in Riad; † 11. Dezember 1986 in Riad) war 1960 Innenminister und von 1962 bis 1975 Finanzminister von Saudi-Arabien sowie ein Mitglied der Saudi-Dynastie.

## Leben
Musaid bin Abdul Rahman wurde ungefähr 1922 in Riad als ein jüngerer Sohn des Imams Abdul Rahman bin Faisal Al Saud und der Amsha bint Faraj Al Ajran Al Khalidi geboren. Laut einigen Quellen wurde er bereits 1914 oder 1915 geboren. Laut eigener Aussage war er beim Tod seines Vaters (1928) jedoch noch nicht in der Lage, Dinge zu verstehen, weshalb vermutet wird, dass er zu diesem Zeitpunkt etwa fünf Jahre alt war.
Musaid bin Abdul Rahman erhielt seine Schulbildung in Riad und wurde von verschiedenen Gelehrten in islamischer und arabischer Wissenschaft ausgebildet. Als junger Erwachsener war er Berater seines älteren Halbbruders König Abdulaziz, des Gründers und ersten Königs Saudi-Arabiens. Während der Herrschaft seines etwa 20 Jahre älteren Neffen König Saud wurde er 1954 Chef des Beschwerdebüros der saudischen Regierung. 1955 wurde er auf eine offizielle Mission geschickt, um zwischen Afghanistan und Pakistan zu vermitteln. 1957 wurde er zum Vizepräsidenten des Ministerrats ernannt, dem Äquivalent eines stellvertretenden Premierministers. 1960 war er kurzzeitig Innenminister und hielt diese Position in Abwesenheit des späteren Königs und damaligen Kronprinzen Faisals, der sich in einem Machtkampf mit König Saud befand. König Saud ernannte ihn 1962 zum Finanzminister. Dieses Amt hielt er während der gesamten Herrschaftszeit König Faisals. Erst König Khalid ersetzte ihn 1975.

## Familie
Musaid bin Abdul Rahman war sechsmal verheiratet. Aus fünf dieser Ehen war er Vater von sechs Söhnen und acht Töchtern. Zu seinen Ehefrauen gehört Tahani Al Khatib.